# Geai de Steller
Cyanocitta stelleri
Espèce
Statut de conservation UICN

 LC  : Préoccupation mineure
Le Geai de Steller (Cyanocitta stelleri) est une espèce d'oiseaux de la famille des Corvidae, l'une des deux espèces de geais bleus.
Cet oiseau qui vit dans l'ouest de l'Amérique du Nord et dans l'Amérique centrale, a été choisi comme emblème aviaire par la province canadienne de Colombie-Britannique. Son nom lui a été attribué en hommage au naturaliste allemand Georg Wilhelm Steller (1709-1746), premier occidental à l'avoir décrit en 1741 sur l'île de Kayak dans le cadre de l'expédition menée par Vitus Bering.

## Caractéristiques
- Longueur : 30 à 34 cm
- Envergure : 43 cm
- Poids : 100 à 140 g
- Longévité : 16 ans

## Sous-espèces

Carte de répartition

D'après Alan P. Peterson, il en existe 14 sous-espèces :
- Cyanocitta stelleri annectens (S.F. Baird, 1874)
- Cyanocitta stelleri azteca Ridgway, 1899
- Cyanocitta stelleri carbonacea Grinnell, 1900
- Cyanocitta stelleri carlottae Osgood, 1901
- Cyanocitta stelleri coronata (Swainson, 1827) ; y compris  Cyanocitta stelleri teotepecensis Moore, 1954 et Cyanocitta stelleri ridgwayi Miller & Griscom, 1925
- Cyanocitta stelleri diademata (Bonaparte, 1850)
- Cyanocitta stelleri frontalis (Ridgway, 1873)
- Cyanocitta stelleri lazula van Rossem, 1928
- Cyanocitta stelleri macrolopha S.F. Baird, 1854
- Cyanocitta stelleri phillipsi Browning, 1993
- Cyanocitta stelleri purpurea Aldrich, 1944
- Cyanocitta stelleri restricta A.R. Phillips, 1966
- Cyanocitta stelleri stelleri J.F. Gmelin, 1788
- Cyanocitta stelleri suavis Miller & Griscom, 1925